# Karádi Borbála
Karádi Borbála (Budapest, 1979. július 11. –) magyar színésznő, bábművész. 

## Életpályája
A Szilágyi Erzsébet Gimnáziumban érettségizett. Első diplomáját 2004-ben szerezte az Apor Vilmos Katolikus Tanítóképző Főiskola tanító szakán, vizuális nevelés szakirányon. Utána elvégezte a Kolibri Színház Dajka Margit Stúdióját. 2004-2008 között a Színház- és Filmművészeti Egyetem bábszínész szakos hallgatója volt, Meczner János osztályában. Negyedéves színművészeti egyetemistaként Berlinben, az Ernst Busch Színművészeti Főiskola bábszínész szakán is tanult. 2008-tól a Budapest Bábszínház tagja.

## Fontosabb színházi szerepei
- Tapsi – Beatrix Potter-Fekete Ádám: Nyúl Péter (rendező: Ellinger Edina)
- Pamina – W. A. Mozart: A varázsfuvola (rendező: Meczner János)
- Jules Verne: 80 nap alatt a Föld körül (rendező: Kuthy Ágnes)
- Marilla – Lázár Ervin: A legkisebb boszorkány (rendező: Lengyel Pál, felújítás: Kuthy Ágnes)
- Izodóra királykisasszony – Charles Perrault-Nagy Viktória Éva-Schneider Jankó: Csizmás kandúr (rendező: Schneider Jankó)
- Klára – Tasnádi istván: Lúdas Matyi (rendező: Fige Attila)
- Odília – Csajkovszkij-Góczán Judit: A hattyúk tava (rendező: Balázs Zoltán)
- Lány – Sopsits Árpád: Bábpuccs (rendező: Sopsits Árpád)
- Galamb – Oscar Wilde-Gerevich András: Csillagfiú (rendező: Tengely Gábor)
- Csipkerózsa – Grimm testvérek-Lackfi János: Csipkerózsa (rendező: Kuthy Ágnes)
- Királylány – Charles Perrault-Nagy Viktória Éva-Schneider Jankó: Csizmás kandúr (rendező: Schneider Jankó)
- Goethe: Faust I-II. (rendező: Balázs Zoltán)
- Mogyoró – Lénárt András: Mogyoró és Mandula (rendező: Lénárt András)
- Rozi – Jeli Viktória-Tasnádi István: Rozi az égen (rendező: Tengely Gábor)
- Heléna – William Shakespeare: Szentivánéji álom (rendező: Josef Krofta)
- Tehén a Holdon (rendező: Ivan Kristian Majic)
- Marie, Zöldruhás hölgy, Szurtos Panna – Caryl Churchill: Az iglic (rendező: Tengely Gábor)
- Maszat Janka – Presser Gábor-Varró Dániel: Túl a Maszat-hegyen (rendező: Kovács Géza)
- Kar –  Szálinger Balázs: Fehérlófia (rendező: Veres András)
- Epika királykisasszony – Szabó Borbála-Varró Dániel: Líra és Epika (rendező: Mácsai Pál)
- Ibolya – Gimesi Dóra: Rózsa és Ibolya (rendező: Kovács Géza)
- Pitti-Sing – Gilbert-Sullivan: A Mikádó (rendező: Balázs Zoltán)
- G. G. Márquez: Az eső labirintusa (rendező: Bartal Kiss Rita)
- Tünde – Vörösmarty Mihály: Csongor és Tünde (rendező: Molnár Piroska)
- Piri – Eisemann Mihály: Én és a kisöcsém (rendező: Bezerédi Zoltán)
- Csibecsőr – Szilágyi Andor: Leánder és Lenszirom (rendező: Alföldi Róbert)
- Eich Kästner: A két Lotti (rendező: Kőváry Katalin)
- Ilja Katajev: Bolond vasárnap (rendező: Kőváry Katalin)
- Maria Gribe: Elvis, a bajfácán (rendező: Czeizel Gábor)

## Filmes és televíziós szerepei
- Édes kettesben (2003)
- Mindenki (2016) – Zsófi anyukája[5]